# Pasticcio caggianese
Il pasticcio caggianese è una torta salata tipica del comune di Caggiano, che nel 2014 ha acquisito la De.C.O. (Denominazione comunale d'origine). Questo piatto è incluso inoltre nella classificazione ministeriale dei Prodotti agroalimentari tradizionali italiani.

## Storia
Secondo la tradizione, il pasticcio avrebbe un'origine francese. Successivamente sarebbe stato portato a Caggiano da nobili napoletani e quindi rielaborato con ingredienti tipici del posto.

## Descrizione
Il ripieno è composto da carne macinata di vitello, caciocavallo senza sale, caciocavallo di media stagionatura, uova, toma, formaggio vaccino e pecorino (o in alternativa caprino), prosciutto crudo tagliato a dadini e pane raffermo bagnato nel latte e strizzato. Per la sfoglia invece si utilizzano strutto, uova, farina e sale. La parte superiore del pasticcio viene poi decorata con listarelle di pasta intrecciate. Il pasticcio, dopo essere stato infornato, viene servito a fette. La fetta di pasticcio va a costituire il tipico antipasto caggianese insieme a salumi, formaggi e sottaceti. Viene consumato in genere, ma non obbligatoriamente, quando è ancora caldo.
Il pasticcio rappresenta inoltre una delle pietanze tipiche del percorso enogastronomico che si tiene annualmente nel centro storico di Caggiano tra l'8 e il 10 agosto.

## Galleria d'immagini

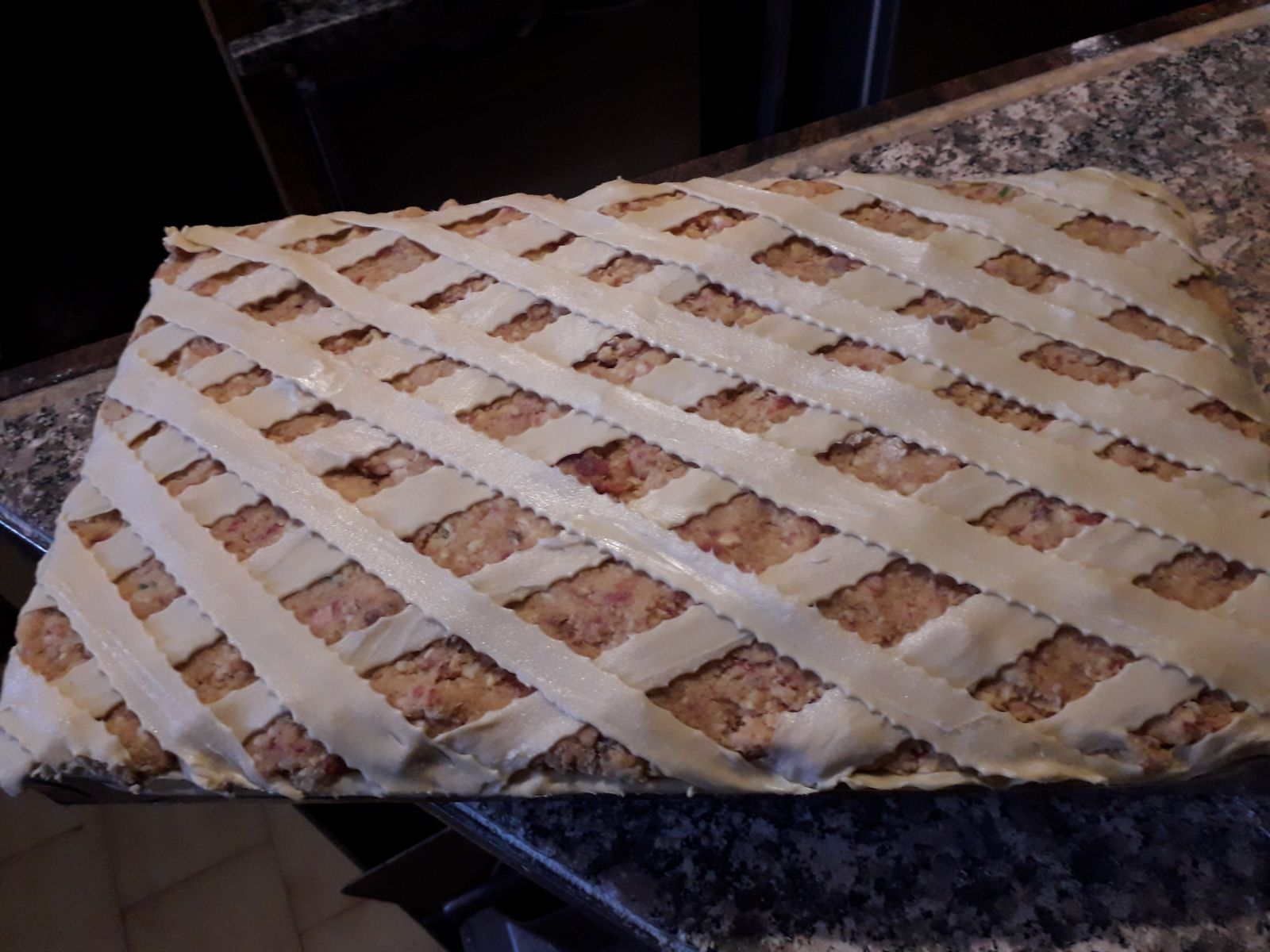
Pasticcio caggianese prima di essere infornato
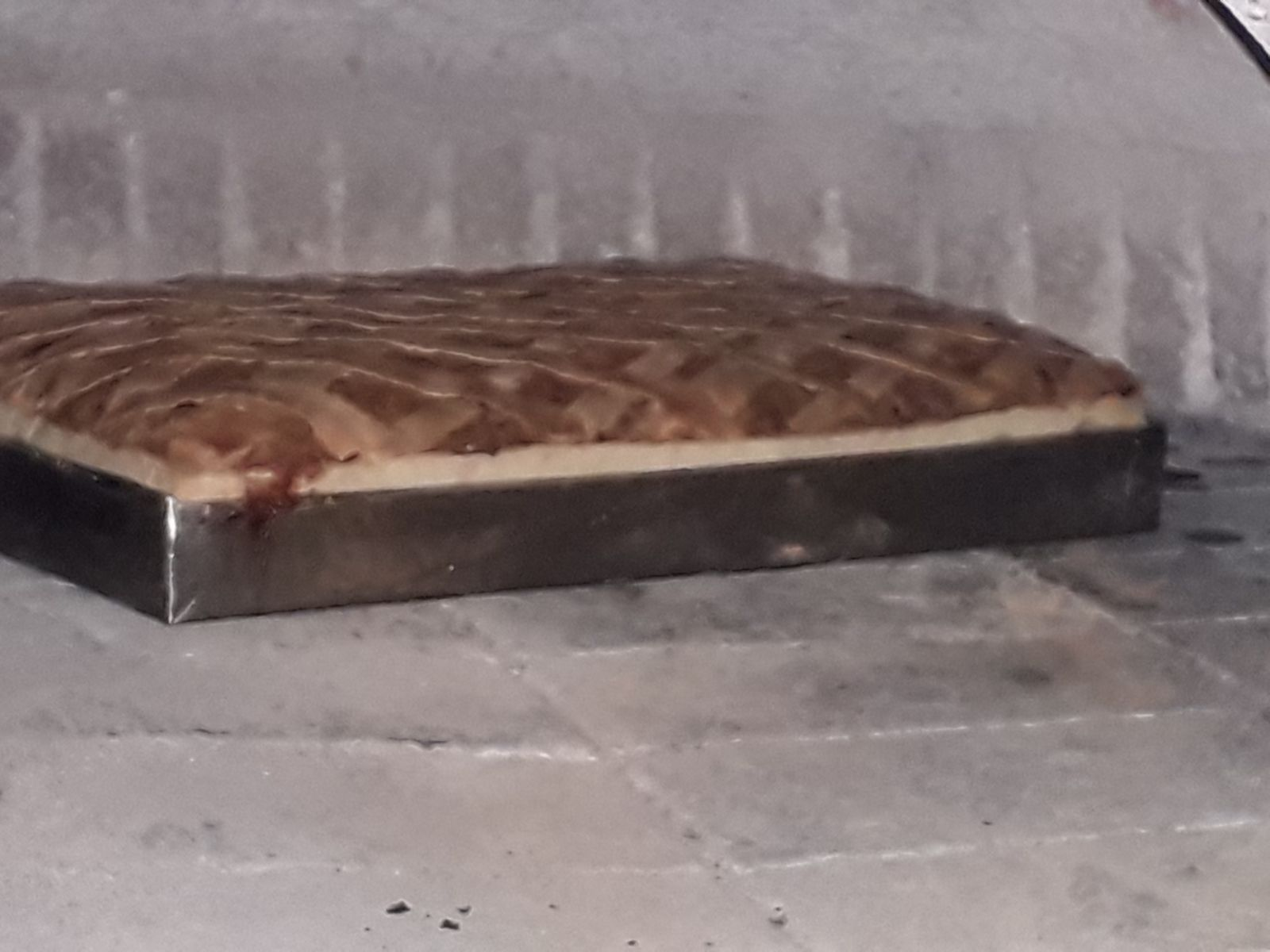
Pasticcio caggianese in forno